# Mesopectus
Mesopectus – skleryt wchodzący w skład tułowia niektórych owadów, w tym błonkówek.
Skleryt wchodzący w skład śródłowia, stanowiący jego pleurosternum. Jeden z pectus. Ma kształt litery U w przekroju poprzecznym. Z przodu połączony jest z przedpleczem i propectusem. Grzbietowo łączy się z basalare, śródpleczem, second axillary sclerite oraz subalare. Z tyłu połączony jest z metapectusem. Wyposażony jest w mesodiscrimenal lamella oraz mesofurca.